# 川甚
川甚(かわじん)は、東京都葛飾区柴又の海鮮をはじめとした季節の食材と鰻・鯉といった川魚を中心に扱う料理店。2021年1月末で閉店した。

## 歴史
創業は寛政年間（1790年頃であると言われている。古くは江戸川の畔にあって船からそのまま店内に入れたという。その後、柴又帝釈天裏の現在地に移転。
明治・大正期の文豪たちにも愛され、文学作品にもしばしば登場する柴又の名店である。(#川甚が登場する作品を参照)
館内展示として明治と昭和20～30年代の写真とかつて来店した文豪、文化人らのサインが飾られている。
2018年に葛飾区内にある老舗煎餅店「神田 淡平」と協力し、うなぎ煎餅を開発した。
新型コロナウイルス感染症の感染拡大により売り上げが減少し、2021年1月31日をもって閉店した。同年3月初めには、葛飾区が土地と建物の取得に向けて動いていることが報じられた（#葛飾区による整備構想を参照）。

## 主なメニュー
- うな重
- コース料理各種
- 鯉料理

などコース料理がメインであるが、うな重など単品メニューもオーダー可。
コース料理は海鮮と季節の食材を使ったものや、肉料理を入れた構成などにも対応している。

## 川甚が登場する作品
川甚は幸田露伴の小説『付焼刃』で描かれ、以後、明治・大正期の文豪などに愛され、様々な文学作品に登場した。
- 夏目漱石『彼岸過迄』[1]
- 尾崎士郎『人生劇場』
- 谷崎潤一郎『羹』
- 松本清張『風の視線』[1]

その他、本館は渥美清主演の映画『男はつらいよ』シリーズの第一作「男はつらいよ」では、さくら(倍賞千恵子)と博(前田吟)が結婚式を行った会場として登場した。

## 葛飾区による整備構想
葛飾区は川甚の跡地を取得して柴又の文化や街並みを紹介する展示施設を整備する方針を固めている。川甚の敷地面積は約3400平方メートルで4階建ての本館（1964年築）と3階建ての新館が並んでいるが、区の構想では老朽化している本館は解体し、新館を展示施設として整備する方向で検討している。